# デュロン＝プティの法則

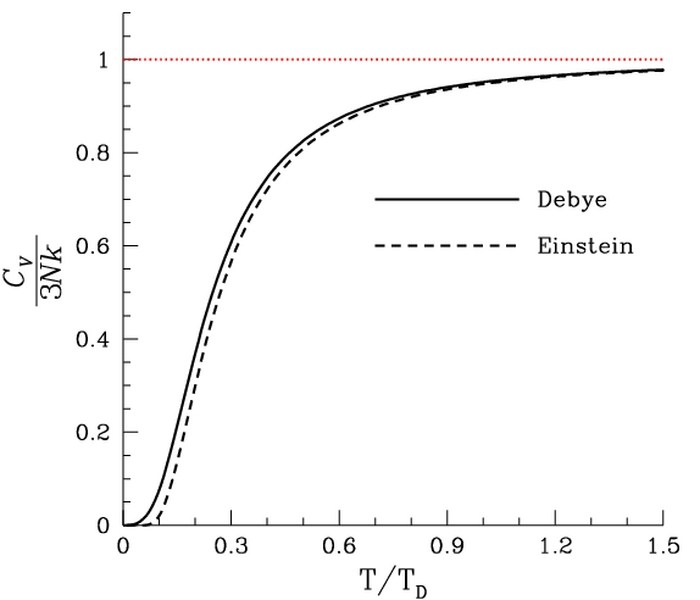
デバイ模型とアインシュタイン模型による低温の比熱
デバイ温度程度の高温になるにつれ、デュロン＝プティの法則による（赤線）へと近付く

デュロン＝プティの法則 (英: Dulong–Petit law) とは、固体元素の定積モル比熱 {\displaystyle C_{V}} が常温付近（デバイ温度より大きい領域）ではどれもほとんど等しく、 {\displaystyle C_{V}=3R=3N_{\mathrm {A} }k_{\mathrm {B} }} （ = 5.96 cal/mol・K、 {\displaystyle R}, {\displaystyle N_{\mathrm {A} }}, {\displaystyle k_{\mathrm {B} }}はそれぞれ気体定数、アヴォガドロ定数とボルツマン定数）であるという法則。
1819年にフランスの物理学者であり化学者でもあるピエール・ルイ・デュロンとアレクシ・テレーズ・プティ (Alexis Thérèse Petit) が独立に実験的に見出して発表した。その後1871年にルートヴィッヒ・ボルツマンがエネルギー等配分の法則より理論的な説明を与えた。

## エネルギー等配分の法則からの導出
固体中での原子の格子振動を、それぞれ独立な調和振動子として考える。エネルギー等配分の法則より、自由度1あたりのエネルギーの期待値 {\displaystyle \langle \epsilon \rangle } は、
{\displaystyle \langle \epsilon \rangle ={\frac {1}{2}}k_{\mathrm {B} }T}
と表される。ここで {\displaystyle k_{\mathrm {B} }} はボルツマン定数、 {\displaystyle T} は絶対温度である。
調和振動子は自由度3の運動エネルギーと自由度3のポテンシャルエネルギーをもつ。これは、固体中の原子が {\displaystyle x,y,z} の3つの軸方向に振動しており、その振動がそれぞれの軸方向に運動エネルギーとポテンシャルエネルギーをもつことに対応している。
よって全自由度は6となり、 {\displaystyle N_{\mathrm {A} }} 個の調和振動子（＝1モルの原子）の全エネルギーは
{\displaystyle U=\langle \epsilon \rangle \times 6\times N_{\mathrm {A} }=3N_{\mathrm {A} }k_{\mathrm {B} }T}
である。更にその定積比熱は定義より
{\displaystyle C_{V}=\left({\frac {\partial U}{\partial T}}\right)_{V}=3N_{\mathrm {A} }k_{\mathrm {B} }=3R}
となり、求めることができた。

## デバイ模型からの導出
デュロン＝プティの法則は、デバイ模型からも導くことができる。ここでは、デバイ模型の格子比熱としてデバイの比熱式が既に求まっているとして導出する。
デバイの比熱式は1モルあたり
{\displaystyle C=9N_{\mathrm {A} }k_{\mathrm {B} }\left({\frac {T}{\Theta _{\mathrm {D} }}}\right)^{3}\int _{0}^{\Theta _{\mathrm {D} }/T}{\frac {e^{x}x^{4}dx}{(e^{x}-1)^{2}}}}
である。ここで {\displaystyle \Theta _{\mathrm {D} }} はデバイ温度であり、{\displaystyle x=\hbar \omega /k_{\mathrm {B} }T} である。
{\displaystyle T\gg \Theta _{\mathrm {D} }} では積分の上限が小さくなるため、被積分関数の {\displaystyle e^{x}} を {\displaystyle e^{x}\simeq 1+x} と近似することができ、
{\displaystyle C\sim 9N_{\mathrm {A} }k_{\mathrm {B} }\left({\frac {T}{\Theta _{\mathrm {D} }}}\right)^{3}\int _{0}^{\Theta _{\mathrm {D} }/T}x^{2}dx=3R}
となり、求めることができた。

## 電子比熱との関係
エネルギー等配分の法則を用いた求め方も、デバイ近似による求め方も、固体中の格子振動による比熱（格子比熱）を取り扱っている。しかし本来固体の比熱には自由電子による電子比熱の寄与もあるはずで、古典論によるとこの電子比熱の値は {\displaystyle 3N_{\mathrm {A} }k_{\mathrm {B} }/2} という無視できない大きさを持つはずである。このため、なぜ金属においてもデュロン＝プティの法則が成り立つのかが当初疑問に思われていた。
その後、自由電子を量子統計力学で取り扱うと古典的に取り扱った場合の1/60～1/100程度の電子比熱しか生じないことが分かり、この疑問は解決されることとなった。

## 法則の適用範囲と例外
デュロン＝プティの法則は非常に単純な法則であるが、高温における比較的単純な結晶構造の固体の比熱についてはよい一致を示す。実際、室温での固体金属元素のモル比熱は {\displaystyle 2.8R} から {\displaystyle 3.4R} の範囲に収まる（ベリリウムは例外的に {\displaystyle 2.0R} である）。しかし低温の領域においては、量子力学的性質が現れてくるためデュロン＝プティの法則ではその比熱を説明することができない。このような低温の場合については、フォノンの考えを用いたデバイ模型が良い近似となる。
更に軽い非金属元素についても、標準状態では量子的効果が表れているためデュロン＝プティの法則には従わない。例としてはホウ素や、炭素を含む分子固体の大半が挙げられる。これらの物質においては、（分子1モルあたりの比熱は {\displaystyle 3R} よりは大きくなるものの、）固体中の原子1モルあたりの比熱は {\displaystyle 3R} よりも小さくなる。例を挙げると、氷の融点における比熱は分子1モルあたり約 {\displaystyle 4.6R} であるが、これは原子1モルあたりでは{\displaystyle 1.5R}にしかならない。原子1モルあたりの比熱が {\displaystyle 3R} よりも低くなるのは、低温の軽い原子では本来とり得る振動モードをとることができなくなるためである。この現象は液体よりも固体において多く見られる。例えば液体の水の比熱は原子1モルあたり{\displaystyle 3R}に近く、デュロン＝プティの法則に従っている。
高温での非常に多原子の気体の比熱の理論的な最大値は、デュロン＝プティの法則の原子1モルあたり {\displaystyle 3R} の値に近付く。このように多原子の気体でも高温において固体のような比熱を持つのは、気体の離れた分子間にはポテンシャルエネルギーがなくなり、それによる比熱への（小さな）貢献がなくなるためである。

## 定積モル比熱の表
古い単位のcal/mol・Kで表した定積モル比熱を下表に示す。
| H -     |         |                        |         |         |         |         |         |         |         |         |         |         |         |         |         |      | He - |
| Li 5.48 | Be 4.05 |                        |         |         |         |         |         |         |         |         |         | B 3.34  | C 1.98  | N -     | O -     | F -  | Ne - |
| Na 6.78 | Mg 5.95 |                        |         |         |         |         |         |         |         |         |         | Al 5.80 | Si 4.55 | P 5.48  | S -     | Cl - | Ar - |
| K 6.92  | Ca 5.97 | Sc 5.84                | Ti 5.94 | V 6.06  | Cr 5.72 | Mn 6.32 | Fe 6.14 | Co 5.83 | Ni 6.16 | Cu 5.84 | Zn 5.98 | Ga 5.51 | Ge 5.22 | As 6.14 | Se 6.63 | Br - | Kr - |
| Rb 6.84 | Sr 6.26 | Y 6.22                 | Zr 6.11 | Nb 6.03 | Mo 6.33 | Tc -    | Ru -    | Rh 6.07 | Pd 6.23 | Ag 6.03 | Cd 6.18 | In 6.54 | Sn 6.41 | Sb 5.96 | Te 5.99 | I -  | Xe - |
| Cs 6.91 | Ba 6.66 | *                      | Hf 6.27 | Ta 6.15 | W 6.07  | Re -    | Os -    | Ir 5.89 | Pt 6.12 | Au 6.14 | Hg 6.62 | Tl 6.33 | Pb 6.40 | Bi 6.06 | Po -    | At - | Rn - |
|         |         | La Th U 6.67 7.89 6.64 |         |         |         |         |         |         |         |         |         |         |         |         |         |      |      |

## 関連記事
- エネルギー等配分の法則
- デバイの比熱式
- シュテファン＝ボルツマンの法則
- コップ＝ニューマンの法則（英語版）